# Zigenarkärlek (film)
Zigenarkärlek (originaltitel: The Rogue Song) är en amerikansk musikalfilm från 1930 regisserad av Lionel Barrymore.

## Handling

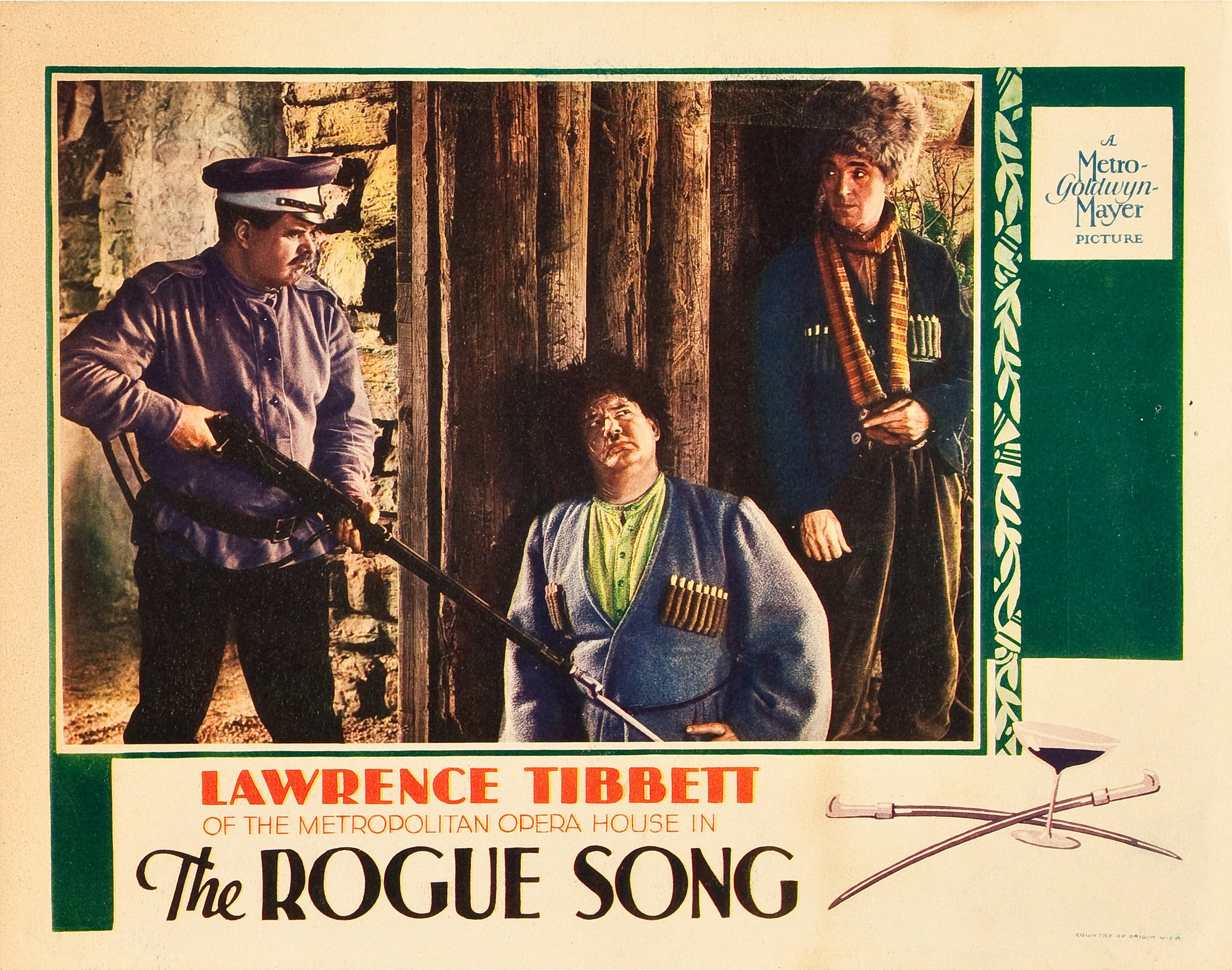
Lobbykort från filmen med Helan och Halvan

Filmen utspelar sig i Kejsardömet Ryssland 1910. Banditen Yegor förälskar sig i prinsessan Vera som blir förälskad tillbaka. De blir ett par, men efter ett tag tar deras förhållande slut.

## Om filmen
Filmen är inspelad i färg och är den första talfilm som Metro-Goldwyn-Mayer spelade in i färg.
Filmen i sin helhet har gått förlorad. Endast en trailer och fragment av filmen finns kvar, däribland några sekvenser med Helan och Halvan. Ljudbandet till filmen finns dock kvar i komplett form. 

## Rollista (i urval)
- Lawrence Tibbett – Yegor
- Catherine Dalle Owen – prinsessan Vera
- Nance O'Neil – prinsessan Alexandra
- Judith Vosselli – Tatiana
- Ullrich Haupt – prins Serge
- Florence Lake – Nadja
- Lionel Balmore – Ossman
- Wallace MacDonald – Hassan
- Kath Price – Petrovna
- Stan Laurel – Ali-Bek
- Oliver Hardy – Murza-Bek
- Harry Bernard – vakt
- Sam Lufkin
- John Carroll[6]